# Hypocoena stigmatica
Hypocoena stigmatica is een vlinder uit de familie uilen (Noctuidae). De wetenschappelijke naam is voor het eerst geldig gepubliceerd in 1855 door Eversmann.
De soort komt voor in Europa.